# Cixius inficita
Cixius inficita är en insektsart som beskrevs av Walker 1870. Cixius inficita ingår i släktet Cixius och familjen kilstritar. Inga underarter finns listade i Catalogue of Life.